# Ciclo di Barsoom

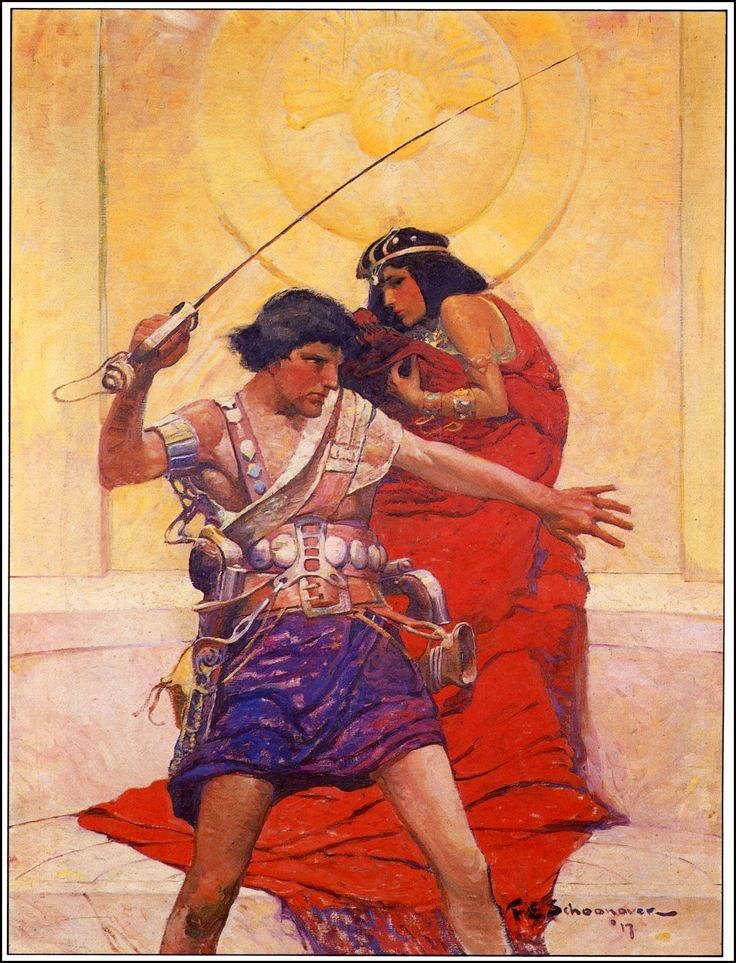
Illustrazione per il primo romanzo del ciclo, A Princess of Mars (Frank Schoonover, 1917)

Il Ciclo di Barsoom o Ciclo di Marte è una serie letteraria science fantasy di Edgar Rice Burroughs. Il romanzo d'esordio è La principessa di Marte pubblicato nel 1912 a puntate sulla rivista The All-Story e poi raccolto in volume unico nel 1917. A questo fanno seguito altri otto romanzi e due raccolte di novelle.
Il suo personaggio più noto è John Carter di Marte, protagonista dei primi tre romanzi e comprimario importante negli altri. La serie è ambientata su una versione immaginaria di Marte, rappresentato come un pianeta più avanzato della Terra ma ora in declino, che ospita una propria popolazione, tecnologia, fauna e flora. Le storie narrano le peripezie di un eroe solitario in questo mondo alieno.
Ha ispirato diversi adattamenti a fumetti, giochi e due lungometraggi. Come altre serie di Burroughs il Ciclo di Barsoom è considerato uno degli esempi più rappresentativi della narrativa pulp di inizio Novecento e ha avuto un decisivo influsso nelle successive opere di fantascienza epico-avventurosa, in particolare nel filone del planetary romance.

## Storia editoriale

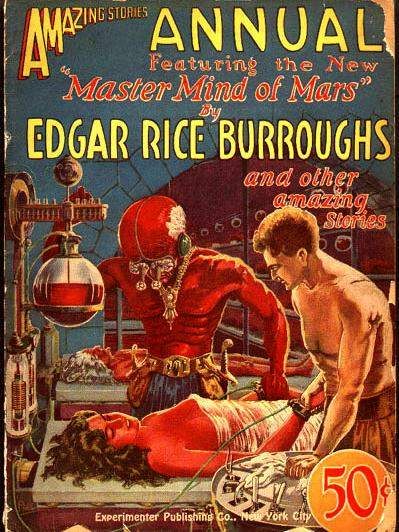
Copertina della rivista Amazing Stories con The Master Mind of Mars (1927)

Nel 1911 Burroughs era sull'orlo del suicidio. Perennemente insoddisfatto, aveva cambiato almeno una dozzina di professioni prima di approdare infine alla scrittura e al genere fantastico. Il primo personaggio da lui creato fu il capitano John Carter, un avventuriero, ex soldato sudista, che viene fortunosamente trasportato sul pianeta Marte.
L'idea che ispirò a Burroughs un pianeta Marte abitato da antiche civiltà gli fu suggerita dal libro Mars As an Abode of Life di Percival Lowell, in cui l'astronomo, nella convinzione che i canali di Marte fossero realmente corsi d'acqua, ipotizzava che fossero stati costruiti da popoli remoti, e che Marte fosse un pianeta più antico della Terra. Le idee di Lowell segnarono lo stato dell'arte degli studi sul pianeta rosso nei primi anni del ventesimo secolo e influenzarono profondamente anche l'opinione comune. Sebbene infatti la visione di Marte di Burroughs non paia basata effettivamente sulla lettura dei testi di Lowell, Burroughs prese le sue informazioni da articoli di giornale e fonti divulgative che erano tutte in qualche modo allineate alle teorie marziane di Lowell.
Burroughs iniziò a scrivere un romanzo basato su John Carter e su Marte nella seconda metà del 1911. Questo venne poi pubblicato a puntate l'anno successivo sul pulp magazine The All-Story con il titolo Under the Moons of Mars. Il romanzo uscì sotto lo pseudonimo di "Norman Bean" ("Bean" nel gergo dell'epoca aveva il significato di "testa", "capoccia") mentre "Norman" avrebbe dovuto essere "Normal", ma divenne "Norman" per un errore del grafico che disegnò la testata del romanzo.
Burroughs continuò la narrazione a formare una serie, e tutti i libri seguenti portano la sua firma. Le successive due storie uscirono nel corso del 1913 e del 1914, e ulteriori sei furono composte tra il 1921 e il 1939. Gli ultimi racconti del ciclo sono novelle e romanzi brevi pubblicati nel corso del 1941 e 1943. Uno di questi, John Carter and the Giant of Mars, era in origine un racconto del figlio di Burroughs, John Coleman Burroughs, poi ripreso e ampliato dall'autore. In seguito alla pubblicazione su rivista tutti i capitoli del ciclo vennero raccolti e ripubblicati in volumi brossurati, i primi sei dalla casa editrice di Chicago McClurg, tre autoprodotti dallo stesso Burroughs e due da altri editori.
A Princess of Mars è entrato nel pubblico dominio nel 1988 negli Stati Uniti, dove sono considerati liberi i primi cinque romanzi della serie, ovvero quei libri pubblicati prima del 1926. Nel 2020 tutti i romanzi del ciclo sono diventati liberi nei paesi in cui il copyright ha durata limitata a settant'anni dopo la morte dell'autore. La Edgar Rice Burroughs Inc., la società fondata dallo stesso Burroughs che si occupa di curare i diritti delle opere dell'autore, è titolare del marchio registrato su nomi, ambientazioni e personaggi della serie.

### Opere
| N. | Prima edizione originale | Prima edizione originale                      | Prima edizione originale     | Prima edizione italiana                               |
| N. | Titolo                   | Serializzazione                               | Volume unico                 | Prima edizione italiana                               |
| -- | ------------------------ | --------------------------------------------- | ---------------------------- | ----------------------------------------------------- |
| 1  | A Princess of Mars       | febbraio-luglio 1912, The All-Story           | ottobre 1917, McClurg        | La principessa di Marte, 1973, Editrice Nord          |
| 2  | The Gods of Mars         | gennaio-maggio 1913, The All-Story            | settembre 1918, McClurg      | Gli dei di Marte, 1973, Editrice Nord                 |
| 3  | The Warlord of Mars      | dicembre 1913-marzo 1914, The All-Story       | settembre 1919, McClurg      | Il signore della guerra di Marte, 1973, Editrice Nord |
| 4  | Thuvia, Maid of Mars     | aprile 1916, All-Story Weekly                 | ottobre 1920, McClurg        | Thuvia, fanciulla di Marte, 1980, Editrice Nord       |
| 5  | The Chessmen of Mars     | febbraio-aprile 1922, Argosy All-Story Weekly | novembre 1922, McClurg       | Le pedine di Marte, 1980, Editrice Nord               |
| 6  | The Master Mind of Mars  | 15 luglio 1927, Amazing Stories Annual        | marzo 1928, McClurg          | La mente di Marte, 1981, Editrice Nord                |
| 7  | A Fighting Man of Mars   | aprile-settembre 1930, Blue Book              | maggio 1931, Metropolitan    | Il guerriero di Marte, 1981, Editrice Nord            |
| 8  | Swords of Mars           | novembre 1934-aprile 1935, Blue Book          | febbraio 1936, Burroughs     | Le spade di Marte, 1982, Editrice Nord                |
| 9  | Synthetic Men of Mars    | gennaio–febbraio 1939, Argosy Weekly          | marzo 1940, Burroughs        | Gli uomini sintetici di Marte, 1982, Editrice Nord    |
| 10 | Llana of Gathol          | marzo-ottobre 1941, Amazing Stories           | marzo 1948, Burroughs        | Llana di Gathol, 1982, Editrice Nord                  |
| 11 | John Carter of Mars      | gennaio 1941 e febbraio 1943, Amazing Stories | luglio 1964, Canaveral Press | -, 1982, Editrice Nord                                |

## Ambientazione
La serie è ambientata su Marte, chiamato Barsoom dai suoi abitanti. Il pianeta è rappresentato come un mondo un tempo florido e rigoglioso, formato da continenti e oceani come la Terra, ma che a causa della sua età avanzata è diventato sempre meno ospitale: i mari si sono prosciugati lasciandolo un pianeta arido e costellato di antiche città abbandonate. I giorni sono caldi, le notti fredde e sembra esserci poca escursione termica sulla superficie del pianeta, tranne che ai poli. Gli abitanti, temprati da un ambiente sempre più privo di risorse, sono diventati battaglieri e feroci per assicurarsi la sopravvivenza, e amministrano le scarse risorse idriche ancora presenti attraverso un sistema planetario di canali, controllati da città-stato in perenne conflitto.

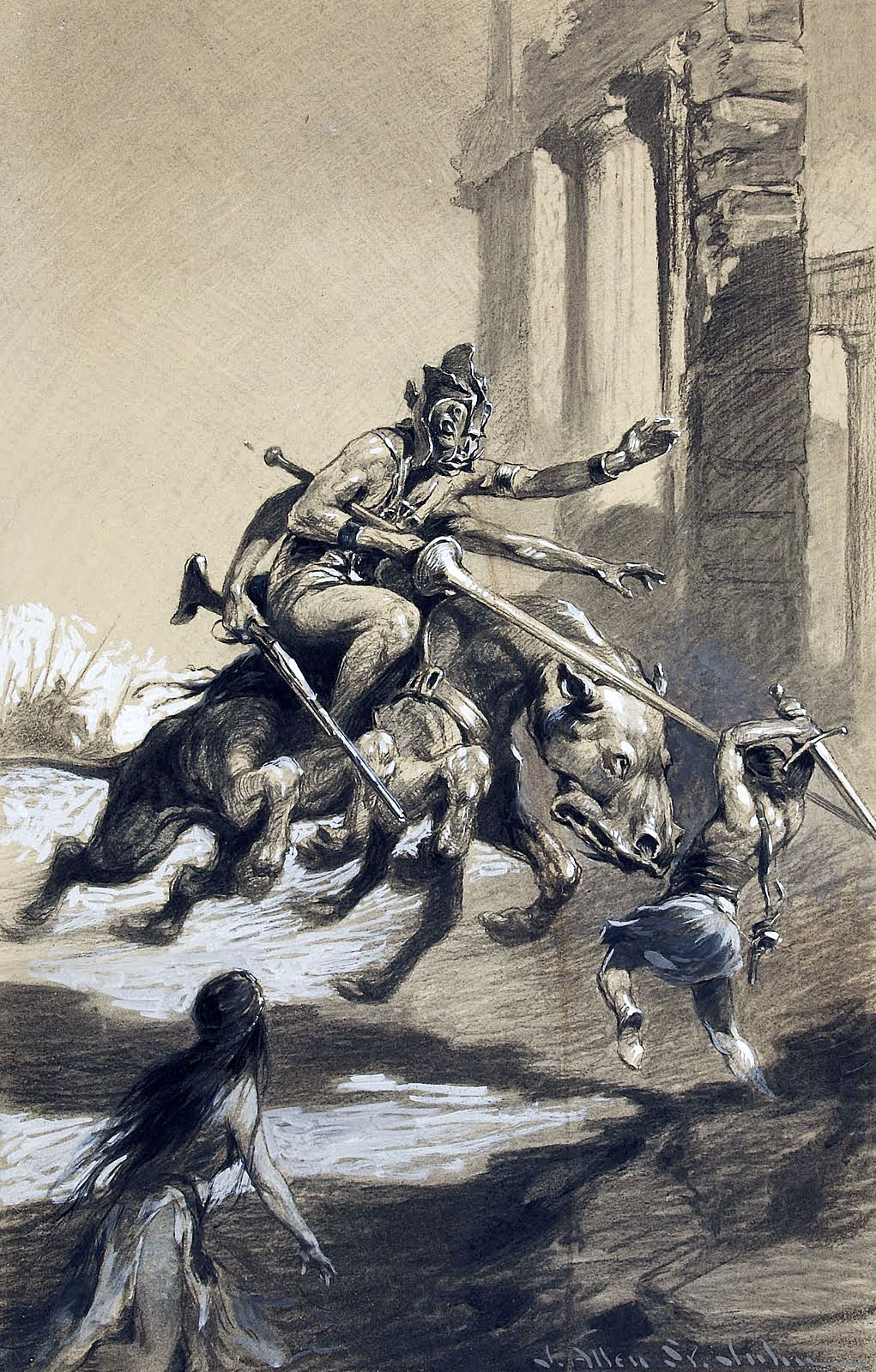
Un marziano verde in un'illustrazione per Thuvia, fanciulla di Marte (Frank Schoonover, 1920)

Gli abitanti di Barsoom sono ovipari e hanno una durata di vita di oltre mille anni, sebbene l'aspettativa effettiva sia molto più bassa. A parte queste caratteristiche, la pelle che può essere di vari colori o i corpi che possono presentare caratteristiche atipiche, i marziani sono sostanzialmente uguali nell'aspetto agli esseri umani. Non indossano vestiti a parte ornamenti e gioielli. Tutti gli abitanti di Barsoom sono in grado di comunicare telepaticamente tra di loro e con gli animali domestici. Sul pianeta esiste un'unica lingua e diversi sistemi di scrittura. Il pianeta presenta anche flora e fauna ricche e variegate.
I marziani rossi sono la cultura dominante del pianeta; un popolo civilizzato, governato da leggi democratiche, con un profondo senso dell'onore, della famiglia e delle relazioni sociali, uno sviluppato gusto artistico e un livello tecnologico avanzato. Vivono in città-stati come Helium, Ptarth e Zodanga, e controllano la maggior parte delle risorse del pianeta. I marziani rossi sono i discendenti di un incrocio tra i marziani gialli, i marziani bianchi e i marziani neri, antichi popoli che abitavano Barsoom e che si unirono poco prima dello sconvolgimento del pianeta per creare una razza forte e robusta in grado di resistere nel nuovo ambiente. Benché ritenuti estinti, delle tribù dei tre popoli sopravvivono in zone poco accessibili di Marte.
La seconda civiltà per importanza è quella dei marziani verdi, umanoidi alti fino a 4,5 metri, con sei arti, e occhi posti ai lati della testa e in grado di muoversi separatamente. Sono un popolo nomade, barbaro, primitivo e guerriero. Hanno una struttura sociale rigida e gerarchica che fa capo a sovrani e signori della guerra, mentre sono insensibili a sentimenti quali l'amore o l'amicizia. Predano i marziani rossi per appropriarsi delle loro risorse.
La tecnologia di Barsoom è stata concepita da Burroughs come avanzata e futuristica rispetto a quella coeva al periodo di composizione della serie. I marziani rossi utilizzano macchine volanti, che stanno sospese grazie a un meccanismo di antigravità, come mezzo di trasporto civile e aviazione militare. Diffusi sono anche fucili e pistole al radio, macchine simili a fax o televisori, e bussole che funzionano da GPS. Anche il mantenimento dell'atmosfera del pianeta in declino è assicurato da un gigantesco e complesso macchinario. La medicina e la genetica marziana sono molto sviluppate: balsami e unguenti possono guarire ferite anche gravi in poche ore, mentre il geniale scienziato Ras Thavas ha le conoscenze e gli strumenti per trapiantare tessuti, organi e arti di esseri viventi.

## Trama
I primi tre romanzi della serie formano una trilogia incentrata sul personaggio di John Carter e sulla sua sposa marziana Dejah Thoris. Nei titoli successivi compaiono anche i loro discendenti. Il loro figlio Carthoris debutta come personaggio minore in Gli dei di Marte ed è il protagonista di Thuvia, fanciulla di Marte. Sua sorella Tara di Helium è il personaggio principale di Le pedine di Marte, mentre la figlia di Tara, Llana di Gathol, è la figura centrale della raccolta Llana di Gathol. Ulysses Paxton, un terrestre trasportato su Marte, è il protagonista di La mente di Marte. I rimanenti libri si incentrano invece sulle avventure successive di John Carter (Le spade di Marte e John Carter of Mars) o su personaggi marziani (Il guerriero di Marte e Gli uomini sintetici di Marte).
I libri che compongono il ciclo sono principalmente dei racconti di viaggio e seguono tutti uno schema simile, in cui un eroe virtuoso e civilizzato è trasferito in un luogo distante, deve scontrarsi con popoli primitivi che vorrebbero catturarlo o con altri tipi di pericoli, spesso con l'assistenza di un aiutante locale, e riesce infine a salvare una damigella in pericolo da un antagonista abietto ma potente. La maggior parte degli antagonisti sono irrimediabilmente cattivi, e governano con pugno di ferro su grandi imperi o regni oscuri e nascosti, attirandosi l'odio dei loro sudditi. Il modello è fornito dal jeddak di Thark Tal Hajus nel primo romanzo; altri esempi includono Salensus Oll in Il signore della guerra di Marte, Nutus di Dusar in Thuvia, fanciulla di Marte e Ul Vas, jeddak di Tarid in Le spade di Marte.
Nella serie non ci sono sfumature psicologiche e morali: i ruoli sono sempre ben definiti e vi è una chiara distinzione tra buoni e cattivi. Il senso dell'onore trascende la razza o l'appartenenza politica, e i personaggi combattono l'uno accanto all'altro e contro i loro avversari perché è la cosa giusta da fare. Le virtù come compassione, lealtà e coraggio vengono esaltate, mentre sono deplorati l'insensibilità, l'inganno e la codardia. Frequente è il ricorso a espedienti narrativi come dei ex machina per trarre d'impaccio gli eroi.

## Personaggi

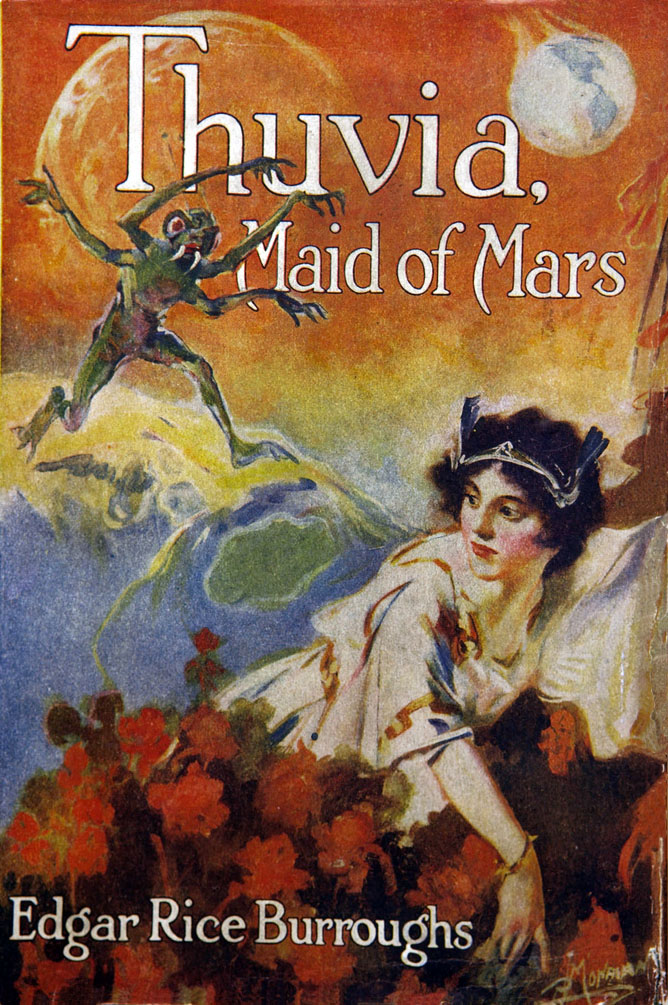
Illustrazione di copertina per Thuvia, Maid of Mars (P. J. Monahan, 1920)

John Carterun uomo proventiente dalla Virginia che prestò servizio come capitano al servizio della Confederazione nella guerra di secessione americana. Dopo la guerra diviene un cercatore d'oro, ma poco dopo aver trovato un ricco filone in Arizona viene attaccato dagli Apache e costretto a rifugiarsi in una caverna. Sopraffatto dal fumo che gli indiani indirizzano nella caverna pare morire, ma il suo spirito viaggia sotto forma di proiezione astrale su Marte dove si reincorpora in una forma identica a quella terrestre e, abituato alla maggior forza di gravità terrestre, si scopre molto più forte e agile dei marziani nativi. Dopo una serie di avventure ottiene la mano della principessa marziana Dejah Thoris e diventa il signore della guerra di Marte. Carter è il protagonista dei primi tre libri, ha un ruolo importante anche nell'ottavo, nono e decimo e compare anche nei rimanenti.
Dejah Thorisprincipessa di Helium, casta, coraggiosa e piena di risorse, nonostante venga spesso rapita dai cattivi. Figlia di Mors Kajak, jed (principe o re) di Lesser Helium e nipote di Tardos Mors, jeddak (re o imperatore) di Helium, è aristocratica e molto orgogliosa della sua discendenza. Compare all'inizio del primo romanzo, La principessa di Marte, ed è l'interesse amoroso di John Carter. La sua cattura e i tentativi di John Carter di salvarla sono il motore principale della trama dei primi tre romanzi. È un personaggio minore in Le pedine di Marte e John Carter di Marte.
Tars Tarkasun guerriero marziano verde, insolitamente compassionevole per il suo popolo, che stringe amicizia con John Carter e combatte molte volte al suo fianco. Carter lo aiuta a diventare jeddak del suo popolo e negozia un'alleanza tra loro e la città stato di Helium, portando alla distruzione dei loro nemici, la città di Zodanga al termine di La principessa di Marte.
Carthorisfiglio di John Carter e Dejah Thoris, eredita dal padre la sua grande forza. È un personaggio minore in Gli dei di Marte e protagonista in Thuvia, fanciulla di Marte. Innamorato di Thuvia.
Thuvia di Ptarthuna principessa di Ptarth che compare per la prima volta in Gli dei di Marte ridotta in schiavitù. John Carter la salva dal nefario Thern e successivamente viene imprigionata in compagnia di Dejah Thoris in una prigione che può essere aperta solo una volta all'anno. Rimane al fianco di Dejah Thoris fino al termine di Il signore della guerra di Marte. Come molte altre eroine marziane, è tenace, coraggiosa e orgogliosa e si identifica fortemente nella sua posizione aristocratica nella società marziana. Il suo rapimento e salvataggio da parte di Carthoris, figlio di John Carter, in Thuvia, fanciulla di Marte è la motivazione primaria della trama del romanzo.
Tara di Heliumimpetuosa figlia di John Carter e Dejah Thoris, viene coinvolta in diverse avventure dopo una fuga. È il personaggio principale di Le pedine di Marte. Compagna di Gahan di Gathol e madre di Llana di Gathol.
Ulysses Paxtonil protagonista di La mente di Marte, è un soldato della prima guerra mondiale, che dopo essere stato mortalmente ferito viene trasportato su Barsoom dove diventa l'assistente dello scienziato Ras Thavas.
Ras Thavasuno scienziato pazzo che ha sviluppato tecniche di trapianto del cervello e una forma di clonazione. Uno dei principali avversari in La mente di Marte e Gli uomini sintetici di Marte.
Tan Hadronun giovane marziano rosso, ufficiale di marina, protagonista di A Fighting Man of Mars.
Vor Dajun soldato della guardia di John Carter, protagonista di Gli uomini sintetici di Marte, nel quale per maggior parte del tempo ha il cervello trapiantato all'interno di un corpo sintetico dall'aspetto orrendo ma molto potente.
Gahan di Gatholun principe di Gathol, compagno di Tara di Helium e padre di Llana of Gathol. Personaggio principale in Le pedine di Marte.
Llana di Gatholfiglia di Tara di Helium e Gahan di Gathol, è un personaggio principale nelle storie raccolte in Llana di Gathol.
|  |  |                  |                  |                  |                  |                  |                  |  |  |  |  |                     |                     |                     |                     |                     |                     | Genealogia della famiglia marziana di John Carter | Genealogia della famiglia marziana di John Carter | Genealogia della famiglia marziana di John Carter | Genealogia della famiglia marziana di John Carter | Genealogia della famiglia marziana di John Carter | Genealogia della famiglia marziana di John Carter |                |                |                |                |                |                |                 |                 |                 |                 |                 |                 |                 |                 |                 |                 |                 |                 |  |  |  |  |  |  | Prima apparizione dei personaggi | Prima apparizione dei personaggi | Prima apparizione dei personaggi | Prima apparizione dei personaggi | Prima apparizione dei personaggi | Prima apparizione dei personaggi |  |  |  |  |  |  |
|  |  |                  |                  |                  |                  |                  |                  |  |  |  |  |                     |                     |                     |                     |                     |                     | Genealogia della famiglia marziana di John Carter | Genealogia della famiglia marziana di John Carter | Genealogia della famiglia marziana di John Carter | Genealogia della famiglia marziana di John Carter | Genealogia della famiglia marziana di John Carter | Genealogia della famiglia marziana di John Carter |                |                |                |                |                |                |                 |                 |                 |                 |                 |                 |                 |                 |                 |                 |                 |                 |  |  |  |  |  |  | Prima apparizione dei personaggi | Prima apparizione dei personaggi | Prima apparizione dei personaggi | Prima apparizione dei personaggi | Prima apparizione dei personaggi | Prima apparizione dei personaggi |  |  |  |  |  |  |
|  |  |                  |                  |                  |                  |                  |                  |  |  |  |  | John Carter         | John Carter         | John Carter         | John Carter         | John Carter         | John Carter         |                                                   |                                                   |                                                   |                                                   |                                                   |                                                   | Dejah Thoris   | Dejah Thoris   | Dejah Thoris   | Dejah Thoris   | Dejah Thoris   | Dejah Thoris   |                 |                 |                 |                 |                 |                 |                 |                 |                 |                 |                 |                 |  |  |  |  |  |  | La principessa di Marte          | La principessa di Marte          | La principessa di Marte          | La principessa di Marte          | La principessa di Marte          | La principessa di Marte          |  |  |  |  |  |  |
|  |  |                  |                  |                  |                  |                  |                  |  |  |  |  | John Carter         | John Carter         | John Carter         | John Carter         | John Carter         | John Carter         |                                                   |                                                   |                                                   |                                                   |                                                   |                                                   | Dejah Thoris   | Dejah Thoris   | Dejah Thoris   | Dejah Thoris   | Dejah Thoris   | Dejah Thoris   |                 |                 |                 |                 |                 |                 |                 |                 |                 |                 |                 |                 |  |  |  |  |  |  | La principessa di Marte          | La principessa di Marte          | La principessa di Marte          | La principessa di Marte          | La principessa di Marte          | La principessa di Marte          |  |  |  |  |  |  |
|  |  |                  |                  |                  |                  |                  |                  |  |  |  |  |                     |                     |                     |                     |                     |                     |                                                   |                                                   |                                                   |                                                   |                                                   |                                                   |                |                |                |                |                |                |                 |                 |                 |                 |                 |                 |                 |                 |                 |                 |                 |                 |  |  |  |  |  |  |                                  |                                  |                                  |                                  |                                  |                                  |  |  |  |  |  |  |
|  |  | Thuvia di Ptarth | Thuvia di Ptarth | Thuvia di Ptarth | Thuvia di Ptarth | Thuvia di Ptarth | Thuvia di Ptarth |  |  |  |  | Carthoris di Helium | Carthoris di Helium | Carthoris di Helium | Carthoris di Helium | Carthoris di Helium | Carthoris di Helium |                                                   |                                                   |                                                   |                                                   |                                                   |                                                   |                |                |                |                |                |                |                 |                 |                 |                 |                 |                 |                 |                 |                 |                 |                 |                 |  |  |  |  |  |  | Gli dei di Marte                 | Gli dei di Marte                 | Gli dei di Marte                 | Gli dei di Marte                 | Gli dei di Marte                 | Gli dei di Marte                 |  |  |  |  |  |  |
|  |  | Thuvia di Ptarth | Thuvia di Ptarth | Thuvia di Ptarth | Thuvia di Ptarth | Thuvia di Ptarth | Thuvia di Ptarth |  |  |  |  | Carthoris di Helium | Carthoris di Helium | Carthoris di Helium | Carthoris di Helium | Carthoris di Helium | Carthoris di Helium |                                                   |                                                   |                                                   |                                                   |                                                   |                                                   |                |                |                |                |                |                |                 |                 |                 |                 |                 |                 |                 |                 |                 |                 |                 |                 |  |  |  |  |  |  | Gli dei di Marte                 | Gli dei di Marte                 | Gli dei di Marte                 | Gli dei di Marte                 | Gli dei di Marte                 | Gli dei di Marte                 |  |  |  |  |  |  |
|  |  |                  |                  |                  |                  |                  |                  |  |  |  |  |                     |                     |                     |                     |                     |                     |                                                   |                                                   |                                                   |                                                   |                                                   |                                                   |                |                |                |                |                |                |                 |                 |                 |                 |                 |                 |                 |                 |                 |                 |                 |                 |  |  |  |  |  |  |                                  |                                  |                                  |                                  |                                  |                                  |  |  |  |  |  |  |
|  |  |                  |                  |                  |                  |                  |                  |  |  |  |  |                     |                     |                     |                     |                     |                     |                                                   |                                                   |                                                   |                                                   |                                                   |                                                   | Tara di Helium | Tara di Helium | Tara di Helium | Tara di Helium | Tara di Helium | Tara di Helium |                 |                 |                 |                 |                 |                 | Gahan di Gathol | Gahan di Gathol | Gahan di Gathol | Gahan di Gathol | Gahan di Gathol | Gahan di Gathol |  |  |  |  |  |  | Le pedine di Marte               | Le pedine di Marte               | Le pedine di Marte               | Le pedine di Marte               | Le pedine di Marte               | Le pedine di Marte               |  |  |  |  |  |  |
|  |  |                  |                  |                  |                  |                  |                  |  |  |  |  |                     |                     |                     |                     |                     |                     |                                                   |                                                   |                                                   |                                                   |                                                   |                                                   | Tara di Helium | Tara di Helium | Tara di Helium | Tara di Helium | Tara di Helium | Tara di Helium |                 |                 |                 |                 |                 |                 | Gahan di Gathol | Gahan di Gathol | Gahan di Gathol | Gahan di Gathol | Gahan di Gathol | Gahan di Gathol |  |  |  |  |  |  | Le pedine di Marte               | Le pedine di Marte               | Le pedine di Marte               | Le pedine di Marte               | Le pedine di Marte               | Le pedine di Marte               |  |  |  |  |  |  |
|  |  |                  |                  |                  |                  |                  |                  |  |  |  |  |                     |                     |                     |                     |                     |                     |                                                   |                                                   |                                                   |                                                   |                                                   |                                                   |                |                |                |                |                |                |                 |                 |                 |                 |                 |                 |                 |                 |                 |                 |                 |                 |  |  |  |  |  |  |                                  |                                  |                                  |                                  |                                  |                                  |  |  |  |  |  |  |
|  |  |                  |                  |                  |                  |                  |                  |  |  |  |  |                     |                     |                     |                     |                     |                     |                                                   |                                                   |                                                   |                                                   |                                                   |                                                   |                |                |                |                |                |                | Llana di Gathol | Llana di Gathol | Llana di Gathol | Llana di Gathol | Llana di Gathol | Llana di Gathol |                 |                 |                 |                 |                 |                 |  |  |  |  |  |  | Llana di Gathol                  | Llana di Gathol                  | Llana di Gathol                  | Llana di Gathol                  | Llana di Gathol                  | Llana di Gathol                  |  |  |  |  |  |  |

## Genere e stile

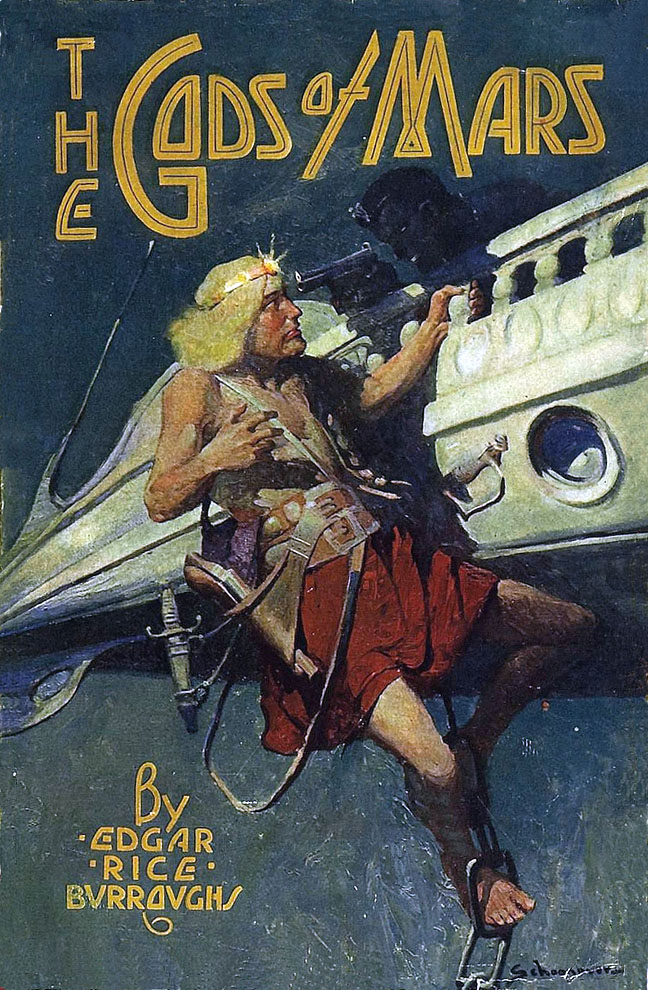
Illustrazione di copertina per il romanzo Gods of Mars (1918)

Il Ciclo di Barsoom si pone a cavallo tra la fantascienza e il fantasy, due generi che all'epoca non erano ancora stati codificati. I tanti aspetti fantastici dei racconti, infatti, raramente appaiono smaccatamente impossibili ma vengono solitamente giustificati da un qualche tipo di spiegazione scientifico-tecnologica. Per questo motivo la serie è spesso classificata nel filone detto science fantasy, un ibrido tra i due generi.
All'interno di questa corrente Burroughs contribuì a codificare e popolarizzare il sottogenere del planetary romance, ovvero storie simili allo sword and sorcery ma che includono aspetti scientifici, sono ambientate su mondi alieni la cui natura ed esplorazione è il focus principale della narrazione, presentano combattimenti con le spade, mostri, elementi soprannaturali come abilità telepatiche, e civiltà simili a quelle della Terra in tempi primitivi e premoderni, in particolare strutture sociali dinastiche o religiose, mentre la tecnologia, seppur presente, non è centrale nello sviluppo narrativo.
Nella serie Burroughs adotta uno stile immediato e descrittivo, al fine di immedesimare il lettore nelle immagini e nelle sensazioni dell'ambientazione marziana. La sua prosa deve molto alla letteratura di consumo dei romanzi d'intrattenimento vittoriani che lo precedettero, assumendo una forma spesso circonvoluta e ridondante.
Burroughs coniò qualche centinaio di termini nella lingua inventata barsoomiana parlata dalle popolazioni autoctone di Marte e ne fece un ampio uso nei suoi racconti. In Thuvia, fanciulla di Marte incluse un glossario delle parole barsoomiane presenti nei primi quattro romanzi. La stessa parola "Barsoom", il nome marziano per Marte, è una creazione in barsoomiano ed è composta dal termine soom, per "pianeta", e dalla parola marziana per otto, bar. Ciò riflette la numerazione di Marte come l'ottavo corpo celeste del sistema solare interno, contando non solo i pianeti, ma anche il Sole e i satelliti della Terra e di Marte.

## Accoglienza e impatto culturale
Il Ciclo di Barsoom è considerato insieme a Tarzan l'opera più importante di Burroughs. La critica letteraria tende a valutare la serie come priva di particolari meriti letterari. Come per le restanti opere di Burroughs è infatti contraddistinta da uno stile spicciolo e diretto, e da narrazioni convenzionali, superficiali, ripetitive e stereotipate, che enfatizzano la violenza e l'azione. Le sue storie sono note per la scarsa attenzione alla logica, alla coerenza interna e alla plausibilità scientifica. La caratterizzazione dei personaggi è un altro punto debole, e la maggior parte delle figure, incluse John Carter e Dejah Toris, risultano monodimensionali, blande o inattive nel corso dei racconti. Perdipiù la serie risente dell'epoca in cui fu composta e risulta marcata da razzismo e sessismo di fondo, che appaiono anacronistici e fuori luogo alla sensibilità della critica e dei lettori moderni.
Burroughs stesso era solito ammettere i suoi limiti di scrittore, sostenendo che le sue storie non avevano altre pretese oltre all'escapismo e all'intrattenimento. Pur con i suoi difetti il ciclo è infatti frequentemente elogiato per la prorompente forza immaginifica e narrativa, per la rappresentazione accattivante, entusiasmante e vivida dell'ambientazione marziana, e per la capacità di attirare il lettore tra le pieghe di una trama sempre scorrevole e veloce. Grazie a ciò e al suo proporre storie e ambientazioni dal fascino esotico, avventuroso e universale, la serie ha saputo catturare una platea vasta, multiforme e duratura. A tal proposito lo scrittore e studioso Richard A. Lupoff ha scritto:
I romanzi del Ciclo di Barsoom sono conosciuti per il loro impatto pioneristico nel campo della narrativa di genere avventuroso, fantascientifico e fantastico, e hanno avuto una profonda influenza sugli autori successivi: numerosi libri, film, fumetti e serie televisive hanno attinto personaggi o elementi dalle loro storie. Gli scrittori di fantascienza Ray Bradbury e Arthur C. Clarke lessero entrambi e furono influenzati in gioventù dalla serie di libri di Barsoom di Burroughs. Bradbury in particolare era un ammiratore dei racconti di Burroughs, che furono un'ispirazione per le sue Cronache marziane. Anche Robert A. Heinlein produsse opere ispirate alla serie. Per molti altri autori e scrittori il Ciclo di Barsoom contribuì inoltre a stabilire Marte come un'ambientazione avventurosa di primo piano. L'influenza di John Carter e Barsoom è riscontrabile in vari e importanti personaggi e serie, come Buck Rogers, Flash Gordon, Superman, Star Trek, Guerre stellari o Avatar.
La serie ebbe un notevole impatto anche in campo astronomico e astronautico, contribuendo ad aumentare l'interesse e il sostegno pubblico per l'esplorazione del cosmo. I lettori includevano alcuni dei pionieri dello spazio e coloro che erano coinvolti nella ricerca di vita su altri pianeti, come lo scienziato Carl Sagan che affermò di aver letto i libri da ragazzo e che essi continuarono a influenzare la sua immaginazione e il suo lavoro durante l'età adulta. Per celebrare l'opera di Burroughs, un cratere di Marte è stato chiamato in suo onore Cratere Burroughs.

## Trasposizioni

### Fumetti

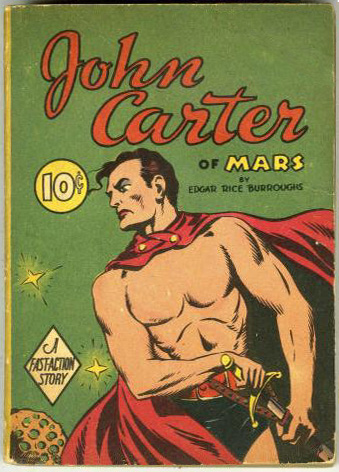
Illustrazione di copertina per John Carter of Mars, volume che raccoglie le strisce a fumetti apparse su The Funnies (Dell Comics, 1940)

Il primo adattamento a fumetti del Ciclo di Barsoom fu una storia intitolata John Carter of Mars, in tavole realizzate per lo più dal figlio di Burroughs, John Coleman Burroughs, e pubblicata sulla rivista The Funnies della Dell Comics nei numeri 30-56 tra il 1939 e il 1941. Sempre John Coleman Burroughs realizzò 69 tavole domenicali per la United Feature Syndicate, che apparvero su quattro giornali statunitensi dal 7 dicembre 1941 al 3 aprile 1943. Le prime strisce adattavano il romanzo La principessa di Marte, mentre in seguito il fumetto continuò con storie inedite. Tre storie basate sui primi tre romanzi della serie e illustrate da Jesse Marsh furono pubblicate dalla Dell Comics sulla rivista Four Color nei numeri 375, 437 e 488 nel 1952-1953.
Una versione a fumetti britannica di La principessa di Marte dal titolo The Martian, scritta da D.R. Morton e disegnata da Robert Forest, venne pubblicata sul Sun nel 1958-1959. Un'altra versione in lingua ceca dal titolo Dobrodrużství Johna Cartera (lett. "Le avventure di John Carter"), scritta da Vlastislav Toman e illustrata da Jiří Veškrna e Milan Ressel uscì nel 1968-1971 sulla rivista cecoslovacca ABC.
Nel corso degli anni settanta la DC Comics pubblicò storie di John Carter su diverse riviste. La prima fu scritta da Marv Wolfman e disegnata da Murphy Anderson e apparve nel fumetto Tarzan nei numeri 207-209 nel 1972; gli stessi autori ne realizzarono altre pubblicate sui numeri 1-7 di Weird Worlds nel 1972-1973. John Carter riapparve nel 1976 nei numeri 62-64 di Tarzan Family in storie scritte da Robert Kanigher e illustrate da Noly Zamora e Vi Catan. Dal 1977 al 1979 la Marvel Comics pubblicò le avventure dell'eroe nella serie a fumetti John Carter, Warlord of Mars, di cui uscirono 28 numeri più tre annuali, con testi di Marv Wolfman e Peter B. Gillis, e disegni di Gil Kane, Carmine Infantino, Ernie Colón e Larry Hama. La Dark Horse Comics produsse nel 1996 un crossover tra i personaggi di Tarzan e John Carter e negli anni duemiladieci ristampò diversi adattamenti a fumetti della serie pubblicati da editori precedenti: Dell Comics, DC e Marvel.
Dopo aver tentato infruttuosamente di assicurarsi i diritti della serie dalla Edgar Rice Burroughs Inc., nel 2010 la Dynamite Entertainment lanciò degli adattamenti a fumetti dell'universo di Barsoom, forte del fatto che il ciclo era ormai entrato nel pubblico dominio negli Stati Uniti ed evitando di utilizzare marchi registrati nei titoli. Videro così la luce le serie Warlord of Mars, Warlord of Mars: Dejah Thoris, Warlord of Mars: Fall of Barsoom, Dejah Thoris & the White Apes of Mars e Dejah Thoris & the Green Men of Mars. Nel 2012 la Edgar Rice Burroughs Inc. denunciò la Dynamite con l'accusa di concorrenza sleale, di violare i diritti sui loro marchi registrati e di infangare il buon nome che la compagnia aveva creato intorno al franchise, attraverso la rappresentazione di copertine e disegni che rasentavano la pornografia, e chiedendo il ritiro delle serie e la resa dei guadagni. Nel frattempo i diritti per produrre materiale licenziato erano in mano alla Marvel, che nel corso del 2011-2012 produsse le miniserie John Carter: A Princess of Mars, adattamento del primo romanzo, John Carter: The World of Mars, un prequel del film allora in produzione, e John Carter: The Gods of Mars, trasposizione del secondo romanzo.
Nel 2014 Dynamite e Edgar Rice Burroughs Inc. raggiunsero un accordo per continuare a distribuire congiuntamente materiale a fumetti sulla serie. A tal fine la compagnia di famiglia rientrò in possesso dei diritti dalla Marvel e l'editore poté rilanciare la serie regolare con il titolo John Carter: Warlord of Mars, che continuò fino al 2015. Dynamite ha pubblicato anche le miniserie John Carter: The End (2017) e Dejah Thoris vs. John Carter of Mars (2021). Nel 2014 Edgar Rice Burroughs Inc. ha lanciato una striscia a fumetti webcomic scritta da Roy Thomas e illustrata da Rodolfo Pérez Garcia.

### Cinema e televisione
I primi progetti per una trasposizione cinematografica del Ciclo di Barsoon risalgono agli anni trenta, quando Robert Clampett della Warner Bros. propose a Burroughs di creare un adattamento animato del primo libro. Dopo aver realizzato dei bozzetti, il progetto però si arenò per mancanza di fondi e di interesse. Negli anni cinquanta Ray Harryhausen prese in considerazione l'idea di realizzare un film in stop-motion. A partire dagli anni ottanta, con lo sviluppo degli effetti speciali, iniziarono a emergere delle proposte per degli adattamenti live action, dapprima da parte della Disney, che discusse con il regista John McTiernan un possibile adattamento ad alto budget. Nel 2004 Paramount si assicurò i diritti della serie, ma nei due anni seguenti il progetto passò in mano a vari registi, Robert Rodriguez, Kerry Conran e Jon Favreau, e infine sfumò.
Il primo adattamento si concretizzò nel 2009 nel film direct-to-video a basso budget Princess of Mars, prodotto dallo studio indipendente The Asylum e interpretato da Antonio Sabàto Jr. e Traci Lords.
Nel 2007 Walt Disney Pictures avviò i propri piani per produrre un film tratto dalla serie, diretto da Andrew Stanton e interpretato da Taylor Kitsch nei panni del protagonista. John Carter uscì nelle sale il 9 marzo 2012. Nonostante l'alto budget la pellicola ricevette critiche poco entusiaste e si rivelò un flop al botteghino, causando l'interruzione dell'ambizioso progetto che prevedeva diversi sequel.

### Giochi e videogiochi
Due giochi di ruolo intitolati entrambi John Carter: Warlord of Mars sono stati pubblicati rispettivamente nel 1978 da Heritage Models e nel 1979 da Simulations Publications.
Il 19 aprile 2021 Edgar Rice Burroughs Inc., FNCPR e la software house Tanglewood Games hanno avviato una campagna kickstarter per produrre un videogioco di avventura in prima persona per PC basato sulla serie.